# 國家獎 (法國)
國家獎是由法國科學院於1960年所成立的獎助金，獎金來源為國家編列預算，該獎項針對數學、物理學、力學、計算機科學、地球科學、太空科學、化學和生命科學的獎金為7,600歐元。

## 歷年得獎者
- 1960年：索勒姆·曼德爾布羅伊特（法語：Szolem Mandelbrojt）
- 1961年：阿爾伯特·波利卡德（法語：Albert Policard）
- 1962年：雅克·迪克斯米爾
- 1963年：皮埃爾·尼科爾（法語：Pierre Nicolle）
- 1964年：洛朗·許瓦茲
- 1965年：雷內·沃姆瑟（法語：René Wurmser）
- 1966年：安德烈·吉尼爾（法語：André Guinier）
- 1967年：讓·多塞
- 1968年：古斯塔夫·喬凱（法語：Gustave Choquet）
- 1969年：澤維爾·杜瓦爾（法語：Xavier Duval）
- 1970年：勒內·托姆
- 1971年：皮埃爾·查特蘭（法語：Pierre Chatelain）
- 1972年：皮埃爾·勒隆
- 1973年：皮埃爾·杜祖（法語：Pierre Douzou）
- 1974年：安德烈·馬丁（法語：André Martin）
- 1975年：馬塞爾·貝西斯（法語：Marcel Bessis）
- 1976年：雅克·蒂茨
- 1977年：海倫·查尼奧-科頓（法語：Hélène Charniaux-Cotton）
- 1978年：諾埃爾·費利奇（法語：Noël Felici）
- 1979年：馬克·費洛斯（法語：Marc Fellous）
- 1980年：讓-皮埃爾·卡哈內（法語：Jean-Pierre Kahane）
- 1981年：萊昂內爾·塞勒姆（法語：Lionel Salem）
- 1982年：埃弗里·沙茨曼（法語：Evry Schatzman）
- 1983年：讓-查爾斯·施瓦茨（法語：Jean-Charles Schwartz）
- 1984年：伊夫·梅耶爾
- 1985年：斯特拉蒂斯·阿夫拉米亞斯（法語：Stratis Avrameas）
- 1986年：克勞德·洛瑞斯（法語：Claude Lorius）
- 1987年：讓·諾曼特（法語：Jean Normant）
- 1988年：弗蘭克·拉洛（法語：Franck Laloë）
- 1989年：弗朗西斯·德斯特（法語：Francis Durst）
- 1990年：讓-皮埃爾·漢森（法語：Jean-Pierre Hansen）
- 1991年：莫里斯·以色列（法語：Maurice Israël）
- 1992年：吉爾斯·皮西爾（法語：Gilles Pisier）
- 1993年：雅克·泰西（法語：Jacques Taxi）
- 1994年：羅傑·凱雷爾（法語：Roger Cayrel）
- 1995年：讓·塔萊拉赫（法語：Jean Talairach）
- 1996年：讓-米歇爾·博尼（法語：Jean-Michel Bony）
- 1997年：讓-盧·熱維斯（法語：Jean-Loup Gervais）
- 1998年：皮埃爾·加達爾（法語：Pierre Gadal）
- 1999年：伯納德·莫瑞（法語：Bernard Maurey）
- 2000年：讓-保羅·貝爾（法語：Jean-Paul Behr）
- 2001年：卡米爾·科恩（法語：Camille Cohen）
- 2002年：Émile Miginiac（法語：埃米爾·米吉尼亞克）
- 2003年：路易斯·布特·德·蒙維爾（法語：Louis Boutet de Monvel）
- 2004年：喬爾·莫羅（法語：Joël Moreau）
- 2005年：讓-米歇爾·杰拉德（法語：Jean-Michel Gérard）
- 2006年：赫夫·森特納克（法語：Hervé Sentenac）
- 2007年：尼古拉斯·伯克（法語：Nicolas Burq）
- 2008年：安妮·朱丹（法語：Anny Jutand）
- 2009年：弗朗索瓦·阿米拉諾夫（法語：François Amiranoff）、維克多·馬爾卡（法語：Victor Malka）、帕特里克·莫拉（法語：Patrick Mora）
- 2010年：理查德·邁爾斯（法語：Richard Miles）
- 2011年：伯納德·赫爾弗（法語：Bernard Helffer）[2]
- 2012年：米歇爾·艾芙麗提欣（法語：Michel Ephritikhine）
- 2013年：安德烈亞斯·霍克（法語：Andreas Hoecker）
- 2014年：從缺
- 2015年：伊夫·吉瓦克（法語：Yves Guivarc'h）[3]
- 2016年：克里斯蒂安·塞爾（法語：Christian Serre）[4]
- 2017年：皮埃爾·勒·杜薩爾（法語：Pierre Le Doussal）[5]
- 2018年：克里斯蒂安·賈梅（法語：Christian Giaume）、弗朗索瓦·米歇爾（法語：François Michel）[6]
- 2019年：米歇拉·瓦拉尼奧洛（法語：Michela Varagnolo）、埃里克·瓦塞羅特（法語：Éric Vasserot）[7]
- 2020年：安娜·普魯斯特（法語：Anna Proust）[8]
- 2021年：瑪麗-海倫舒恩（法語：Marie-Hélène Schune）[9]